# Futbol'nyj Klub Metalist 2013-2014
Questa voce raccoglie le informazioni riguardanti il Futbol'nyj Klub Metalist nelle competizioni ufficiali della stagione 2013-2014.

## Rosa
Fonte:
| N. |                      | Ruolo | Calciatore              |
| -- | -------------------- | ----- | ----------------------- |
|    | Serbia (bandiera)    | P     | Vladimir Dišljenković   |
|    | Ucraina (bandiera)   | P     | Oleksandr Horjaïnov     |
|    | Ucraina (bandiera)   | P     | Ihor Šuchovcev          |
|    | Ucraina (bandiera)   | P     | Bohdan Šust             |
|    | Ucraina (bandiera)   | D     | Denys Barvinko          |
|    | Senegal (bandiera)   | D     | Papa Gueye              |
|    | Brasile (bandiera)   | D     | Márcio Azevedo          |
|    | Ucraina (bandiera)   | D     | Oleksandr Osman         |
|    | Ucraina (bandiera)   | D     | Serhij Pšenyčnych       |
|    | Brasile (bandiera)   | D     | Rodrigo Moledo          |
|    | Argentina (bandiera) | D     | Cristian Villagra       |
|    | Nigeria (bandiera)   | D     | Ayila Yussuf            |
|    | Ucraina (bandiera)   | C     | Oleksandr Andrijevs'kyj |
|    | Ucraina (bandiera)   | C     | Andrij Berezovčuk       |
|    | Argentina (bandiera) | C     | Sebastián Blanco        |
|    | Ucraina (bandiera)   | C     | Andrij Bohdanov         |

| N. |                      | Ruolo | Calciatore         |
| -- | -------------------- | ----- | ------------------ |
|    | Brasile (bandiera)   | C     | Cleiton Xavier     |
|    | Brasile (bandiera)   | C     | Diego Souza        |
|    | Ucraina (bandiera)   | C     | Edmar              |
|    | Argentina (bandiera) | C     | Alejandro Gómez    |
|    | Ucraina (bandiera)   | C     | Oleh Krasnop'orov  |
|    | Brasile (bandiera)   | C     | Marlos             |
|    | Ucraina (bandiera)   | C     | Oleksandr Nojok    |
|    | Ucraina (bandiera)   | C     | Andrij Oberemko    |
|    | Ucraina (bandiera)   | C     | Artem Radčenko     |
|    | Ucraina (bandiera)   | C     | Oleh Šelajev       |
|    | Ucraina (bandiera)   | C     | Jurij Tkačuk       |
|    | Argentina (bandiera) | C     | Juan Torres        |
|    | Ucraina (bandiera)   | A     | Volodymyr Barilko  |
|    | Ucraina (bandiera)   | A     | Volodymyr Homenjuk |
|    | Ucraina (bandiera)   | A     | Pavlo Ks'onz       |